# Ташкенбаева, Сабина Талатовна
Сабина Талатовна Ташкенбаева (узб. Sabina Talatovna Tashkenbaeva; 27 ноября 2000 года, Ташкент, Узбекистан) — узбекская спортсменка по художественной гимнастике, мастер спорта Узбекистана международного класса, член сборной Узбекистана. Трёхкратная чемпионка Азии (2017, 2018, 2019 годах), призёр Летних Азиатских игр и Игр исламской солидарности. Выиграла лицензию на Летние Олимпийские игры 2020, но не смогла участвовать, потому что заразилась COVID-19.

## Карьера
В 2006 году начала спортивную карьеру в Ташкенте под руководством тренера Ирины Джумаевой. С 2011 года начала тренироваться у Лилии Власовой. В 2013 году попала в состав сборной Узбекистана.
В 2017 году на Играх исламской солидарности в Баку (Азербайджан) Ташкенбаева в составе сборной Узбекистана в групповом многоборье завоевала серебряную медаль вместе с Анастасией Сердюковой и Нуриниссо Усмановой, а в индивидуальных упражнениях завоевала бронзовые медали с лентой и булавой. В этом же году на Чемпионате Азии по художественной гимнастике в Астане (Казахстан) завоевала в командных упражнениях золотую медаль, в многоборье бронзу, а в индивидуальных упражнениях с булавой и лентой серебряные медали.
В 2018 году на Летних Азиатских играх в Джакарте (Индонезия) в составе команды Узбекистана выиграла серебряную медаль в многоборье, а также завоевала серебро в индивидуальном многоборье. На Чемпионате Азии по художественной гимнастике в Куала-Лумпур (Малайзия) завоевала в командном многоборье золотую медаль, а в индивидуальном серебряную и в упражнении с булавой получила золото.
В 2019 году на Чемпионате Азии по художественной гимнастике в Паттайя (Таиланд) завоевала золотую медаль в командном многоборье и золото в индивидуальном многоборье. В этом же году поступила в Узбекский государственный университет физической культуры и спорта.
В 2021 году на серии этапов Кубка мира по художественной гимнастике в Софии, Ташкенте, Баку и Пезаро Сабина выступила успешно и набрала 130 очков, что подняло её на вторую позицию квалификационной таблицы и таким образом получить лицензию на Летние Олимпийские игры в Токио (Япония). 5 августа стало известно, что Сабина заразилась COVID-19 и не сможет принять участие в олимпиаде. Так как лицензия гимнастки была именная, то она не передавалась другой спортсменке из этой же страны, а по правилам FIG ее получает спортcменка, которая считается первой в резервном списке (список сформирован по итогам чемпионата мира 2019). Первой в списке гимнасток, которые не имеют лицензии оказалась также представительница Узбекистана Екатерина Фетисова. Таким образом Фетисова и заменит Ташкенбаеву в Токио.